# Бартон, Миша
Ми́ша Энн Ба́ртон (англ. Mischa Anne Barton; род. 24 января 1986, Хаммерсмит, Большой Лондон) — англо-американская актриса и модель. Наибольшую известность получила за роль Мариссы Купер в молодёжном сериале «Одинокие сердца».

## Юность
Миша Бартон родилась в Лондоне 24 января 1986 года в семье британского валютного брокера Пола Марсдена и ирландского продюсера Нуалы Куинн-Бартон. У неё есть две сестры, младшая Ханя Бартон и старшая Зоя, адвокат в Лондоне. Миша училась в школе для девочек Святого Павла в Хаммерсмите, но работа её отца привела семью в Нью-Йорк, когда Бартон было всего пять лет. В 2006 году она получила гражданство США.
В 2004 году Бартон окончила Профессиональную детскую школу на Манхэттене, которая готовит будущих актёров и танцоров, и прошла летний краткий курс под названием «Актёрское мастерство Шекспира» в Королевской академии драматического искусства в Лондоне в июне и июле 2006 года. По настоянию сэра Ричарда Аттенборо после того, как он снял её в своем фильме «Замыкая круг».

## Карьера

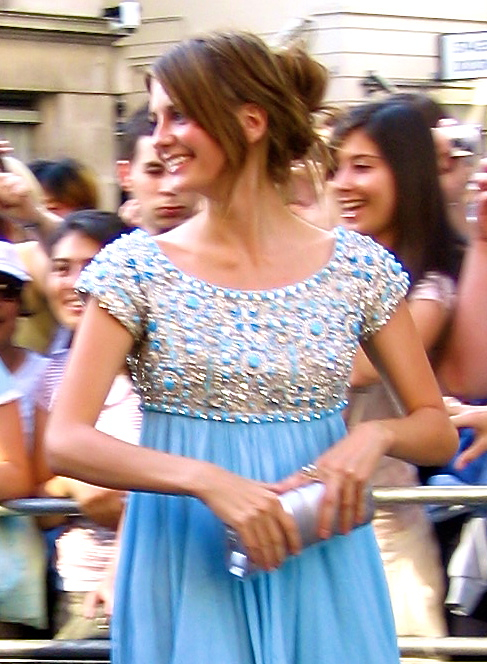
Бартон на премьере фильма в Лондоне

Карьера Бартон началась с небольших ролей во внебродвейских постановках. В 1995 году Бартон успешно прошла кастинг на одну из главных ролей в спектакле «Славяне!». Ей пришлось научиться говорить с русским акцентом и сыграть в дуэте с обладательницей премии «Оскар» Марисой Томей. Позднее Миша участвовала в таких постановках как Twelve Dreams, Where the Truth Lies и One Flea Spare.
После успешного дебюта на театральной сцене Миша Бартон начала работу на телевидении в сериале «Все мои дети». Параллельно стартовала её модельная карьера в агентстве «Ford». В 1995 году Бартон получила роль в короткометражном фильме «Polio Water» об эпидемии полиомиелита в 1950-х годах. В 1996 году сыграла роль в картине «Ангел в Нью-Йорке». Весьма успешным для неё было участие в драме «Луговые собачки», где её партнёром стал Сэм Рокуэлл. Затем последовали такие фильмы как «Щенки» и «Ноттинг Хилл», а также исполнение роли призрака в мистической драме «Шестое чувство».
С 2000 года актриса сыграла в таких фильмах как «Детям до шестнадцати», где снималась в компании Дрю Бэрримор и Дженнифер Джейсон Ли, триллер «Паранойя» и драмы «Вас не догонят» и «Колледж».
В 2003 году Мише Бартон была предложена роль в триллере «Октан». В 2005 году она снялась в клипе на песню Джеймса Бланта «Goodbye My Lover» и в клипе Энрике Иглесиаса на песню «Addicted».
Настоящий успех она завоевала после выхода сериала студии «Fox» «Одинокие сердца» о богатых подростках, проживающих в живописном округе Ориндж, штат Калифорния, в котором она сыграла главную роль Мариссы Купер. Бартон покинула сериал в финале третьего сезона в мае 2006 года. За время своего участия в нём она получила несколько наград Teen Choice Awards. Журнал Glamour назвал её новой многообещающей кинозвездой. Рейтинг сериала резко упал во время третьего и четвёртого сезонов. Он закончился в начале 2007 года.
В 2006 году Миша Бартон снялась в фильме «Оргазм в Огайо» и приняла участие в шоу The Friday Night Project. В 2007 году получила роль в драме «Замыкая круг», рассказывающей о любви в годы войны 1941—1945 гг., а также сыграла роль Пампинеи в экранизации романа Джованни Боккаччо «Декамерон». Фильм был выпущен под названием «Территория девственниц» .
В 2011 году приняла участие в русско-американском проекте «Ты и я». Её героиня — 16-летняя фанатка скандальной группы «Тату», приехавшая в Москву ради встречи со своими кумирами. Премьера фильма состоялась на Каннском кинофестивале в мае 2008 года, а в 2011 году он вышел в российский прокат.
В мае 2012 года Бартон рассказала о своём недавнем предпочтении жанру ужасов после ролей в фильмах «Возвращение домой», «Квартира 1303» и «Брат и сестра». В июне она снялась в музыкальном клипе Ноэля Галлахера на песню «Everybody’s on the Run». В июле 2012 года Бартон вернулась на сцену в ирландской постановке «Стальные магнолии», сыграв Шелби. Премьера состоялась в Gaiety Theatre 12 сентября, а затем последовало общенациональное турне.
8 марта 2016 года она приняла участие в 22-м сезоне «Танцев со звёздами». Бартон танцевала в паре с профессиональным танцором Артемом Чигвинцевым. 4 апреля 2016 года Бартон и Чигвинцев заняли одиннадцатое место. Позже, в 2016 году, она получила похвалу критиков за свою роль в независимой драме «Несчастный».
Позже Миша получила похвалу критиков за роль в триллере «Пустынный». Она сыграла роль Джей, молодой женщины, недавно освобождённой из тюрьмы, которая отправляется в путешествие по пустыне со своим братом Робином, которого играет Джексон Дэвис. В 2018 году Бартон снялась в фильме «Кошка и луна», режиссёрском дебюте Алекса Вольфа.
На церемонии MTV Video Music Awards 2018 года было объявлено о перезагрузке реалити-шоу The Hills под названием The Hills: New Beginnings, премьера которого была запланирована на 2019 год. Бартон входила в актёрский состав нового сериала. Но во второй сезон она не вернулась.
Бартон снялась в эпизодической роли в фильме «Отрыв», премьера которого состоялась на кинофестивале Сандэнс в 2020 году.

## Личная жизнь
Бартон купила собственный дом в Лос-Анджелесе в возрасте девятнадцати лет, который она делила со своими родителями по состоянию на 2010 год. В 2012 году она заявила, что делит своё время между ним и квартирами в Лондоне и Нью-Йорке.
С 2004 по 2005 год она состояла в отношениях с Бренданом Дэвисом. С 2005 по 2007 год с Сиско Адлером. В разное время она встречалась с Джейми Дорнаном, Тейлором Локки, Себастьяном Кнаппом и Джеймсом Аберкромби. С 2020 года встречается с актёром Жаном Марком Фламини.

## Фильмография
| Год       |     | Русское название                    | Оригинальное название                                | Роль                       |
| --------- | --- | ----------------------------------- | ---------------------------------------------------- | -------------------------- |
| 1995      | кор | Вода с вирусом полиомиелита         | Polio Water                                          | Дайан                      |
| 1996      | тф  | Ангел в Нью-Йорке                   | Un angelo a New York                                 | Драммонд                   |
| 1996—1997 | с   | КаБлам!                             | KaBlam!                                              | Бетти Энн Бонго            |
| 1997      | ф   | Луговые собачки                     | Lawn Dogs                                            | Девон Стокард              |
| 1999      | ф   | Щенки                               | Pups                                                 | Рокки                      |
| 1999      | ф   | Ноттинг Хилл                        | Notting Hill                                         | 12-летняя актриса          |
| 1999      | ф   | Шестое чувство                      | The Sixth Sense                                      | Кайра Коллинз              |
| 2000      | ф   | Паранойя                            | Paranoid                                             | Тереза                     |
| 2000      | ф   | Детям до шестнадцати                | Skipped Parts                                        | Мори Пирс                  |
| 2000      | тф  | Фрэнки и Хэйзел                     | Frankie & Hazel                                      | Франческа «Фрэнки» Хамфрис |
| 2001      | ф   | Вас не догонят                      | Lost and Delirious                                   | Мэри «Мышка» Бедфорд       |
| 2001      | ф   | Джули Джонсон                       | Julie Johnson                                        | Лиза Джонсон               |
| 2001      | ф   | Колледж                             | Tart                                                 | Грейс Бэйли                |
| 2001—2002 | с   | Опять и снова                       | Once and Again                                       | Кэти Сингер                |
| 2002      | тф  | Кольцо бесконечного света           | A Ring of Endless Light                              | Вики Остин                 |
| 2003      | с   | Криминальные гонки                  | Fastlane                                             | Симона Коллинз             |
| 2003      | ф   | Октан                               | Octane                                               | Наташа «Нэт» Уилсон        |
| 2006      | ф   | Оргазм в Огайо                      | The Oh in Ohio                                       | Кристен Тэйлор             |
| 2006      | с   | Все мои дети                        | All My Children                                      | Лили Бэнтон Монтгомери     |
| 2003—2006 | с   | Одинокие сердца                     | The O.C.                                             | Марисса Купер              |
| 2007      | ф   | Замыкая круг                        | Closing the Ring                                     | юная Этэль Энн             |
| 2007      | ф   | Одноклассницы                       | St. Trinian’s                                        | Джей Джей Френч            |
| 2007      | ф   | Территория девственниц              | Virgin Territory                                     | Пампинея                   |
| 2008      | ф   | Убийство школьного президента       | Assassination of a High School President             | Францеска Фачини           |
| 2009      | ф   | Замурованные в стене                | Walled In                                            | Сэм Вэлзак                 |
| 2009      | ф   | Любит — не любит                    | Homecoming                                           | Шэлби                      |
| 2009      | с   | Красивая жизнь                      | The Beautiful Life: TBL                              | Соня                       |
| 2010      | с   | Закон и порядок: Специальный корпус | Law & Order: Special Victims Unit                    | Глэдис Далтон              |
| 2010      | ф   | Не исчезай                          | Don’t Fade Away                                      | Кэт                        |
| 2011      | ф   | Ты и я                              | You and I                                            | Лана Старкова              |
| 2012      | тф  | Не в сети                           | Offline                                              | Эйден Эшли                 |
| 2012      | ф   | Красотка и бродяга                  | Beauty and the Least: The Misadventures of Ben Banks | Эми Уорнер                 |
| 2012      | ф   | Я пойду за тобой во тьму            | I Will Follow You Into the Dark                      | София Моне                 |
| 2012      | ф   | Апартаменты 1303                    | Apartment 1303 3D                                    | Лара Слейт                 |
| 2012      | ф   | Воскрешение                         | A Resurrection                                       | Джесси Паркер              |
| 2014      | ф   | Правосудие бессильно                | Beyond Justice                                       | Лиза Томас                 |
| 2014      | ф   | Бхопал: Молитва о дожде             | Bhopal: A Prayer for Rain                            | Ева                        |
| 2015      | ф   | Потеря надежды                      | Hope Lost                                            | Алина                      |
| 2015      | ф   | Убийцы зомби: Кладбище слонов       | Zombie Killers: Elephant’s Graveyard                 | Тони                       |
| 2015      | ф   | 24 часа                             | 24 Hours                                             | Мелани Хэмлин              |
| 2015      | ф   | Барахольщик                         | The Hoarder                                          | Элла                       |
| 2015      | ф   | Пляжный отдых по-американски        | American Beach House                                 | мисс Морин                 |
| 2015      | ф   | Лос-анджелесский слэшер             | L.A. Slasher                                         | актриса                    |
| 2015      | ф   | Шах и мат                           | Checkmate                                            | Лорен Кэмпбелл             |
| 2015      | ф   | Оператор                            | Operator                                             | Памела Миллер              |
| 2016      | с   | Путь к выздоровлению                | Recovery Road                                        | Оливия                     |
| 2016      | ф   | Испытание пустыней                  | Deserted                                             | Джей                       |
| 2017      | тф  | Джонсы отключаются                  | The Joneses Unplugged                                | Ребекка Джонс              |
| 2017      | ф   | Исполнитель                         | Executor                                             | Тара                       |
| 2018      | ф   | Фургон смерти                       | The Toybox                                           | Саманта                    |
| 2018      | ф   | Монстры на свободе                  | Monsters at Large                                    | Кэти Паркер                |
| 2018      | ф   | Обезболивающее                      | Painkillers                                          | Сара Мэндельсон            |
| 2018      | ф   | Дом Уиджи                           | Ouija House                                          | Саманта                    |
| 2018      | ф   | Папа                                | Papa                                                 | Дженнифер                  |
| 2018      | ф   | Подвал                              | The Basement                                         | Келли Оуэн                 |
| 2018      | ф   | Обезболивающие                      | Painkillers                                          | Девушка                    |
| 2018      | ф   | Кошка и луна                        | The Cat and the Moon                                 | Джессика Петерсен          |
| 2020      | ф   | Отрыв                               | Spree                                                | Лондон                     |
| 2022      | ф   | Приглашение к убийству              | Invitation to a Murder                               | Миранда Грин               |

| Театр | Театр                | Театр | Театр |
| Год   | На языке оригинала   | Роль  |       |
| ----- | -------------------- | ----- | ----- |
| 1995  | Slavs!               | Vodya |       |
| 1995  | Twelve Dreams        | Emma  |       |
| 1996  | Where The Truth Lies | Cinda |       |
| 1997  | One Flea Spare       | Morse |       |

| Музыкальные клипы | Музыкальные клипы      | Музыкальные клипы | Музыкальные клипы                  |
| Год               | Песня                  | Роль              | Исполнитель                        |
| ----------------- | ---------------------- | ----------------- | ---------------------------------- |
| 2003              | Addicted               | Love interest     | Энрике Иглесиас                    |
| 2005              | Goodbye My Lover       | Girlfriend        | Джеймс Блант                       |
| 2012              | Everybody’s on the Run |                   | Noel Gallagher’s High Flying Birds |

## Премии
| Награды и номинации | Награды и номинации | Награды и номинации   | Награды и номинации     | Награды и номинации |
| Год                 | Награда             | Категория             | Телевизионная программа | Присуждение         |
| ------------------- | ------------------- | --------------------- | ----------------------- | ------------------- |
| 2004                | Teen Choice Award   | Лучшая женская роль   | Однажды в Калифорнии    | Победа              |
| 2004                | Teen Choice Award   | Лучшая роль в драме   | Однажды в Калифорнии    | Номинация           |
| 2005                | Teen Choice Award   | Лучшая роль в драме   | Однажды в Калифорнии    | Номинация           |
| 2005                | Teen Choice Award   | Лучшая роль в сериале | Однажды в Калифорнии    | Номинация           |
| 2006                | Teen Choice Award   | Лучшая актриса        | Однажды в Калифорнии    | Победа              |
| 2007                | Prism Award         | Лучшая роль в драме   | Однажды в Калифорнии    | Номинация           |